# Маківник
Маківник, або завиванець із маку, або рулет із маком — це випічка на основі дріжджового тіста з маковою начинкою.
Маківник поширений у Центральній і Східній Європі. Часто його випікають на Різдво і Великдень.
Вважається традиційною стравою у різних кухнях, таких як австрійській, (нім. Mohnkuchen або Mohnstriezel), боснійській (makovnjača), хорватській (makovnjača), чеській (чеськ. makový závin), данській (wienerbrød), угорській (mákos bejgli), каш. makówc, латвійській (magoņmaizīte), литовській (aguonų vyniotinis), польській (makowiec), російській (рулет с маком), сербській (маковњача), словацькій (makovník), румунській (ruladă cu mac або ruladă cu nuci), і українській (рулет із маком або маківник).